# Het verraad (hoorspel)
Het verraad is een hoorspel van Marianne Colijn. De NCRV zond het uit op vrijdag 6 december 1968. De regisseur was Ab van Eyk. Het hoorspel duurde 13 minuten. Het werd uitgezonden voor een ander kort hoorspel, Vooronderzoek.

## Rolbezetting
- Jan Wegter (mannenstem)
- Fé Sciarone (vrouwenstem)

## Inhoud
Het Duitse hoorspel speelt zich af in de rechtszaal, maar de vertaalster maakte er de Kamer van de Rechter-Commissaris van, omdat dit meer overeenstemt met de Nederlandse wijze van werken bij een vooronderzoek, waarbij alles draait om subjectieve en objectieve waarnemingen. Het is een koele registratie van een verhoor, waarbij de schuldvraag een twijfelachtige blijkt te zijn…